# Vepřo knedlo zelo
Vepřo knedlo zelo (en català: porc, knödel, xucrut) és el nom d'un dels plats nacionals de la República Txeca. Els seus tres ingredients principals són:
- porc rostit: generalment magre, en rodanxes
- knödel: ja sigui de patata o de pa, també tallada en rodanxes
- xucrut blanc (o menys sovint vermell)

Es col·loquen els tres elements per separat en un plat i es cobreix la carn de porc en el seu propi suc. Es creu que és un plat d'origen alemany i també es menja comunament a Eslovàquia i Àustria.